# 확실히 하자구/수영을 할 수 없는 Mermaid/사랑받는 루트 A or B?
〈확실히 하자구/수영을 할 수 없는 Mermaid/사랑받는 루트 A or B?〉(はっきりしようぜ/泳げないMermaid/愛されルート A or B? 하기리리시요제/오요게나이머메이도/아이사네루토에이오어비?[*])는 안주루무의 열 두 번째 싱글이다. 2021년 6월 23일에 업프런트 워크스(hachama 레이블)에서 발매됐다.

## 개요
- 안주루무의 7번째 트리플 A면 싱글.
- 9기 멤버인 카와나 린, 타메나가 시온, 마츠모토 와카나 첫 참가 싱글.
- 11월 15일에 졸업하는 카사하라 모모나 마지막 참가 싱글.
- 초도 생산 한정반 A · B · C · 스페셜(이하 ‘SP’), 통상반 A · B · C의 여섯 가지 형태로 발매됐다. SP를 포함하는 초도 생산 한정반은 CD+DVD, 통상반은 CD만으로 구성되어 있다. 초도 생산 한정반 SP에만 ‘이벤트 추첨 시리얼 넘버 카드’가 봉입되어 있다. 통상반의 초도 사양에만 트레이딩 카드 크기의 생사진 솔로 10종+단체 1종에서 랜던으로 1장이 봉입(통상반 A는 ‘はっきりしようぜ→확실히 하자구’ Ver., 통상반 B는 ‘泳げないMermaid→수영을 할 수 없는 Mermaid’ Ver.), 통상반 C는 ‘愛されルート A or B?→사랑받는 루트 A or B?’ Ver.)됐다.
- 초도 생산 한정반 SP에 수록된 'SHAKA SHAKA TO LOVE'는 작년 12월 24일에 착신 한정 발매해 같은 그룹의 악곡이며, 이번 작은 CD 첫 수록되었다.

## 발매일
| 국가 | 날짜            | 레이블                 | 포맷   | 상품 번호                            |
| ---- | --------------- | ---------------------- | ------ | ------------------------------------ |
| 일본 | 2021년 6월 23일 | hachama/UP-FRONT WORKS | CD+DVD | HKCN-50656 ~ 7 (초도 생산 한정반 A)  |
| 일본 | 2021년 6월 23일 | hachama/UP-FRONT WORKS | CD+DVD | HKCN-50658 ~ 9 (초도 생산 한정반 B)  |
| 일본 | 2021년 6월 23일 | hachama/UP-FRONT WORKS | CD+DVD | HKCN-50660 ~ 1 (초도 생산 한정반 C)  |
| 일본 | 2021년 6월 23일 | hachama/UP-FRONT WORKS | CD+DVD | HKCN-50662 ~ 3 (초도 생산 한정반 SP) |
| 일본 | 2021년 6월 23일 | hachama/UP-FRONT WORKS | CD     | HKCN-50664 (통상반 A）               |
| 일본 | 2021년 6월 23일 | hachama/UP-FRONT WORKS | CD     | HKCN-50665 (통상반 B)                |
| 일본 | 2021년 6월 23일 | hachama/UP-FRONT WORKS | CD     | HKCN-50666 (통상반 C)                |

## 참가 멤버
- 2기 : 타케우치 아카리
- 3기 : 사사키 리카코
- 4기 : 카미코쿠료 모에
- 5기 : 카사하라 모모나
- 6기 : 카와무라 아야노
- 7기 : 이세 레이라
- 8기 : 하시사코 린
- 9기 : 카와나 린, 타메나가 시온, 마츠모토 와카나

### 내용주
1. ↑  인디즈를 포함하는 스마이레지 때부터 통산으로는 33번째(메이저로 한정하면 29번째)이다.